# Archolaemus
Archolaemus is een geslacht van straalvinnige vissen uit de familie van de Amerikaanse mesalen (Sternopygidae).

## Soort
- Archolaemus blax Korringa, 1970
- Archolaemus ferreirai Vari, de Santana & Wosiacki, 2012
- Archolaemus janeae Vari, de Santana & Wosiacki, 2012
- Archolaemus luciae Vari, de Santana & Wosiacki, 2012
- Archolaemus orientalis Stewart, Vari, de Santana & Wosiacki, 2012
- Archolaemus santosi Vari, de Santana & Wosiacki, 2012